# Диглифия
Диглифия (англ. Diglyphy) — термин в современной лингвистике, относящийся к ситуации параллельного использования различных графических вариантов одной и той же письменности. Примерами являются:
- готический шрифт (фрактура) и антиква — для немецкого языка до середины XX века;
- насх и насталик — для персидского и арабского языков (в случае персидского преобладает насталик, в случае арабского — абсолютное преобладание насха, тогда как прочие варианты используются обычно в декоративных целях);
- упрощённые (КНР, Сингапур) и традиционные (Тайвань, Гонконг, Макао) иероглифы — для современного китайского языка.

Автором термина является Даниэль Бунчич.
Диглифия противопоставляется диграфии, когда один и тот же язык пользуется разными письменностями (как латиница и кириллица — для сербохорватского, арабское письмо и латиница — для курдского), а также диорфографии, когда язык пользуется параллельно несколькими системами орфографии при одной и той же письменности (например, украинский язык в XIX веке, или русский язык в СССР и за рубежом в период между мировыми войнами).
В ряде случаев историческая диглифия фактически становится диграфией; это относится к случаям, когда два варианта письменности настолько сильно расходятся между собой, что визуальное отождествление знаков двух вариантов практически невозможно, и они воспринимаются как две разные письменности, при том, что традиционно существует чёткое соответствие между знаками и нормами их употребления (хуцури и мхедрули в Грузии, катакана и хирагана в японском, иероглифы и демотика в древнем Египте).